# Banassat
Banassat ist ein Weiler, der zwischen 1790 und 1794 an die Gemeinde Chirat-l’Église im Département Allier im Norden der Region Auvergne-Rhône-Alpes angeschlossen wurde. Banassat liegt circa eineinhalb Kilometer nordöstlich von Chirat-l’Église.

## Geschichte
Die Herren von Banassat waren seit dem 11. Jahrhundert Lehnsträger der Bourbonen und hatten das Gebiet um ihre Burg für die Lehnsherren zu schützen. Im 16. Jahrhundert gehörte die Herrschaft Banassat unterschiedlichen Familien und wurde schließlich zu Beginn des 19. Jahrhunderts aufgelöst.   
Die Pfarrkirche in Banassat wird bereits im Mittelalter genannt.   

## Sehenswürdigkeiten
- Burg, erbaut im 15./16. Jahrhundert (Monument historique seit 1980)
- Mühle, erstmals 1719 genannt, der Mühlenbetrieb wurde zwischen 1940 und 1942 eingestellt